# باتريك لينسيوني
باتريك لينسيوني (بالإنجليزية: Patrick M. Lencioni)‏ هو مؤسس ورئيس شركة تابل جروب The Table Group التي تقدم الاستشارات الإدارية لكبرى الشركات والمؤسسات، وتتميز بتخصصها في مجال تطوير المجالس التنفيذية للشركات والمساعدة في خلق بيئة عمل نقية وناجحة.

## حياته المهنية
في مشوار عمله الناجح كمستشار، عمل لينسيوني مع الآلاف من كبار الأعضاء التنفيذيين في العديد من المؤسسات المختلفة، بدءًا من أكبر الشركات المعروفة في الولايات المتحدة في المجالات المختلفة والشركات المبتدئة في مجال صناعة التكنولوجيا المتقدمة، إلى الجامعات والمؤسسات غير الربحية. وقد استعانت العديد من المؤسسات بخدمات لينسيوني الاستشارية، ومنها: نيويورك لايف، وساوث ويست إيرلاينز، وسامز كِلَب، ومايكروسوفت، وأول ستيت، وفيزا، وفيدكس، والأكاديمية العسكرية الأمريكية، وويست بوينت. كما ألف لينسيوني خمسة كتب من أشهر الكتب التي لاقت إقبالًا ونجاحًا شديدين في الولايات المتحدة الأمريكية، منها: «العوامل الخمسة لخلل العمل الجماعي» The Five Dysfunctions of a Team والذي حقق أعلى المبيعات في الاستفتاء الذي أجرته مجلة نيويورك تايمز. يعيش باتريك مع زوجته لورا وأطفاله الثلاثة ماثيو وكونور وكاسي في منطقة خليج سان فرانسيسكو.

## من مؤلفاته
- العوامل الخمسة لخلل العمل الجماعي
- الاخطاء الخمسة للرئيس التنفيذي
- الاجتماعات القاتلة
- حرب العصابات في عالم المؤسسات
- الاسباب الثلاثة للتعاسة في العمل

## روابط خارجية
- the table group